# Cathorops tuyra
Cathorops tuyra es una especie de pez de la familia Ariidae en el orden de los Siluriformes.

## Morfología
• Los machos pueden llegar alcanzar los 29 cm de longitud total.

## Distribución geográfica
Se encuentra en los río y estuarios  de la costa del Pacífico entre Panamá y Perú.